# Koehler-Nunatak
Der Koehler-Nunatak ist ein isolierter Nunatak im westantarktischen Ellsworthland. Er ragt 30 km ostsüdöstlich des Mount Manthe am südöstlichen Rand des Hudson-Gebirges auf.
Der United States Geological Survey kartierte ihn anhand eigener Vermessungen und Luftaufnahmen der United States Navy aus den Jahren von 1960 bis 1966. Das Advisory Committee on Antarctic Names benannte ihn 1970 nach Walter Koehler von der United States Army, Hubschrauberpilot bei der Erkundung des Ellsworthlands zwischen 1968 und 1969.